# 키시가
키시가(또는 쿠아라, 현재의 텔알람)은 이라크의 고대 수메르 문명의 도시로 우르에서 남동쪽으로 30km의 유프라테스강 입구의 서쪽 제방위에 위치한다.
도시의 수호신은 메슬람테아로 여겨졌다. 쿠아라는 엔키의 아들인 신 마르둑(아사를루히)의 출생지로 믿어진다. 마르둑과 니네하마의 믿음은 쿠아라에 중심한다. 쿠아라는 우르의 칼데아 인들에 의해 키시가로 명명되었다. 또, 쿠아라는 어부 신으로 여겨지는 두무지의 도시이다.
아시리아 왕 사르곤 2세는 마르둑아팔이디나를 체포하려고 하였는데 그는 쿠아라로 달아났다. 기원전 709년 그곳을 사르곤의 군대가 장악하고 파괴하였다.
쿠아라는 수메르 초기 2왕조인 기원전 2700년에 세워졌다. 그 곳은 페르시아만으로가는 바다 항구였으며 딜문과 교역하였다.
유프라테스강에 의해 운반되는 토양이 충적되어 페르시아만에 충적평야를 이루었다. 그리하여 4700년 전에는 항구가 있었지만, 현재의 위치는 평범한 육지이며 근처 항구까지는 예전보다 멀어졌다.